# Križarke razreda Atlant
Razred Atlant (rusko Проект 1164 Атлант, Projekt 1164 Atlant – Atlant) je razred treh  raketnih križark Sovjetske in Ruske vojne mornarice. Razred je bil zasnovan kot cenejša in nejedrska alternativa križarkam razreda Orlan.

## Zgodovina
Konstruiranje se je začelo 20. aprila 1972 v Severnem projektno-konstruktorskem biroju pod vodstvom glavnega konstruktorja, direktorja biroja, Aleksandra Perkova (po 1979 Valentin Mutihin). Osnovni namen ladje je uničevanje nasprotnikovih udarnih skupin letalonosilk in glavno oborožitev predstavlja šestnajst raket P-500 Bazalt. Rakete so v izstrelitvenih celicah nagnjene naprej pod kotom 8°. Ruska oznaka za ta tip ladje je Raketni Krejser ali »raketna križarka (RKR)«.
V Ladjedelnici 61 Kommunara v Nikolajevu, so bile med letoma 1976 in 1989 od sedmih načrtovanih zgrajene tri ladje, še ena pa je bila zgrajena deloma. Danes je Maršal Ustinov del Severne flote, Varjag pa del Tihooceanske flote. Ladji sta bili modernizirani in danes nosita rakete P-1000 Vulkan.
Ladje imajo tri nadgradnje, ki so zgrajene iz jekla in aluminija.
Na križarki Moskva je bila med Malteških srečanjem Mihaila Gorbačova in Georgea H. W. Busha (2.–3. december 1989) nastanjena sovjetska delegacija.

## Enote
| Ime                                                  | Gredelj položen    | Splavljena       | Predana            | Stanje                                                      |
| ---------------------------------------------------- | ------------------ | ---------------- | ------------------ | ----------------------------------------------------------- |
| Moskva (prej Slava)                                  | 5. november 1976   | 27. julij 1979   | 13. december 1982  | Potopljena 14. aprila 2022 po požaru in detonaciji streliva |
| Maršal Ustinov (prej Admiral Flota Lobov)            | 5. oktober 1978    | 25. februar 1982 | 15. september 1986 | Aktivna v Severni floti po remontu 2011–2016                |
| Varjag (prej Červona Ukrajina)                       | 31. julij 1979     | 28. avgust 1983  | 25. december 1989  | Aktivna v Tihooceanski floti                                |
| Ukrajina (prej Komsomolec, prej Admiral Flota Lobov) | 29. september 1984 | 11. avgust 1990  |                    | Nedokončana, čaka na razrez                                 |
| Oktjabrskaja Revolucija (prej Rossija)               | 1988               |                  |                    | Odpovedana in razrezana 1990                                |
| Admiral Flota Sovetskovo Sojuza Gorškov              | načrtovano 1990    |                  |                    | Odpovedana                                                  |
| Varjag                                               |                    |                  |                    | Odpovedana                                                  |
| Sevastopol                                           |                    |                  |                    | Odpovedana                                                  |